# Peter Schöllhorn
Peter Schöllhorn (* 13. Oktober 1888 in Kaufering; † Januar 1970 in Neu-Ulm) war ein deutscher Politiker der SPD; vom 11. Oktober 1948 bis 26. November 1950 war er Mitglied des Bayerischen Landtags.

## Leben
Schöllhorn besuchte in den Jahren 1894 bis 1900 die Volksschule in Kaufering, Stoffen und Hohenburg. Von 1903 bis 1906 ließ er sich im schwäbischen Asch zum Schreiner ausbilden. Im Oktober 1908 wurde er in das 12. Infanterie-Regiment in Neu-Ulm eingezogen, aus diesem wurde er zwei Jahre später entlassen, worauf er sich dauerhaft in Neu-Ulm niederließ. Daraufhin war er im erlernten Schreinerberuf tätig, zuletzt als selbstständiger Schreinermeister, bis sein Geschäft bei Luftangriffen am 17. Dezember 1944 durch Bomben vernichtet wurde. Am 18. Mai 1948 wurde er an das Arbeitsamt in Neu-Ulm berufen.
Daneben war Schöllhorn in der Arbeiterwohlfahrt engagiert, bis zu deren Verbot nach der Machtergreifung der Nationalsozialisten im Jahr 1933 war er Vorsitzender des Kreisverbandes Neu-Ulm, nach dem Zweiten Weltkrieg gehörte er lange Jahre dem Kreisvorstand an. Auf seine Initiative wurde in Neu-Ulm ein Altenheim errichtet.
In Neu-Ulm wurde eine Mittelschule nach ihm benannt.

## Politik
Im Jahr 1911 trat Schöllhorn in die SPD ein. Für diese gehörte er in den Jahren 1926 bis 1933 und erneut ab 1948 dem Neu-Ulmer Stadtrat an. Nach dem Krieg war er zeitweise zweiter Bürgermeister von Neu-Ulm. Im Jahr 1946 wurde er in die Verfassunggebende Landesversammlung berufen. Bei der Landtagswahl im selben Jahr verpasste er zunächst den Einzug, jedoch rückte er am 13. Oktober 1948 für den ausgeschiedenen Ernst Vogtherr in den Bayerischen Landtag nach und gehörte diesem bis zum Ende der Wahlperiode rund zwei Jahre später an.